# Після. Назавжди
«Після. Назавжди» (англ. After Everything) — американський романтичний драматичний фільм, заснований на популярному романі «Після — Довго і щасливо». «Після. Назавжди» — п'ятий фільм із серії фільмів «Після» та продовження четвертого фільму «Після. Довго і щасливо». Прем'єра відбулася 14 вересня 2023 року.
Про фільм було оголошено на світовій прем'єрі четвертого фільму 24 серпня 2022 року, коли Гіро Файнс-Тіффін оголосив, що фільм буквально нещодавно було дознято.

## Сюжет
Складний характер Гардіна та емоційність Тесси не раз ускладнювали їм життя. Перепони, які стали між ними цього разу, здаються для Тесси нездоланними. Вона досі ображена на Гардіна за те, у який спосіб він оприлюднив подробиці їхніх взаємин. Однак Гардін як ніколи ясно усвідомлює своє бажання бути разом. Проте йому потрібно розібратися зі своїм минулим і вирішити яким він хоче бути у майбутньому. Аби розібратися в собі і виправити помилки минулого, він вирушає до Лісабону, де перебуває його давня знайома.

## У ролях
- Гіро Файнс-Тіффін — Гардін Скотт
- Джозефін Ленґфорд — Тесса Янг
- Стівен Моєр — Крістіан Венс
- Луїза Ломбард — Тріш Деніелс
- Мімі Кіні — Наталі
- Ченс Пердомо — Лендон Гібсон
- Арієль Кеббел — Кімберлі

## Виробництво
Існування фільму трималося у секреті до світової прем'єри «Після. Довго і щасливо», у якій Гіро Файнс-Тіффін оголосив, що вони щойно закінчили зйомки п'ятого фільму під назвою «Після. Назавжди».
Це перший фільм, який не має нової назви. Однак «After Everything» — це початок цитати в епілозі роману «Після — Довго і щасливо», коли Гардін резюмує свої стосунки з Тессою.
Прем'єра першого тизер-трейлера «Після. Назавжди» відбулася 23 грудня 2022 року, в ньому брали участь Гіро Файнс-Тіффін (Гардін Скотт), Луїза Ломбард (Тріш Деніелс) і Стівен Моєр (Крістіан Венс).

## Майбутнє (скасовані проєкти)

### Після 6
19 квітня 2021 року було підтверджено, що сиквел знаходиться у розробці, а Кастілль Лендон пише сценарій та керує проєктом. Сиквел розповість про дітей Тесси та Гардіна, Емері та Одені, а також про їхню кузину Едді Гібсон. Команда майбутніх фільмів розглядає продовження історії як спосіб достукатися до наступного покоління шанувальників «Після».

### Після. Початок
19 квітня 2021 року було підтверджено, що приквел перебуває у розробці, а Кастілль Лендон пише сценарій та керує проєктом. Через те, що персонаж Гардіна Скотта у фільмі молодший, актор Гіро Файнс-Тіффін не повернеться як головний герой.